# Hydraulisk spräckning

Hydraulisk spräckning, även hydraulisk uppspräckning (ofta kallat fracking, från kortformen av engelskans fracturing), är en metod för att utvinna fossila bränslen såsom naturgas och skifferolja. Processen går ut på att man i ett borrhål i marken under högt tryck injicerar stora mängder vatten blandat med sand och kemikalier. Detta i syfte att skapa sprickor i de kolvätebärande skifferlagren långt under markytan och därigenom frigöra naturgas och/eller olja, som leds upp till ytan och kan användas för konsumtion.
Metoden har framgångsrikt revitaliserat den amerikanska oljeproduktionen sedan 2010 och fått den att vida överträffa sina tidigare toppnivåer. Detta kallas ofta 'skifferrevolutionen' och mer än hälften av all oljeutvinning i USA kommer från fracking i dagsläget.
Metoden har kritiserats på grund av miljöpåverkan samt hälsorisker orsakade av kemikalierna. Kemikalierna som används vid processen kan läcka ut till grundvattnet så att vattnet blir giftigt. Detta kan leda till odrickbart vatten vilket i sin tur kan leda till vattenbrist. Då mycket högt tryck används i processen påverkas dricksvattenbrunnar långt bort från själva borrhålet.

## Användningsområde
Hydraulisk spräckning är en utvinningsmetod för att ta vara på underjordiska ansamlingar av exempelvis vatten, olja eller naturgas. I dag används metoden främst för att utvinna naturgas och olja som är inkapslad i porösa bergarter. Genom att pressa vätska genom ett borrat hål som sträcker sig till ansamlingarna spräcks bergarten och den inkapslade naturgasen eller oljan frigörs och utvinns.

## Process för utvinning av fossila bränslen

Schematisk bild över hydraulisk spräckning.

### Installation
Utvinning av fossila bränslen genom hydraulisk spräckning börjar med prospektering. När fossila ansamlingar lokaliserats byggs vägar, dels för att transportera material till utvinningsanläggningen, dels för att transportera vidare de fossila bränslena. En anläggning bestående av bland annat pumpar byggs. Ett vertikalt hål borras till ansamlingarna. Gas- och oljeansamlingar är ofta fångade mellan horisontala bergsskikt. Ett horisontellt hål borras därför vid det vertikala hålets botten för att maximera utvinningsområdet. Vätskan som pressas ned består till 90 % av vatten och kallas spräckningsvätska. Mängden vätska som krävs är lika med volymen av borrhålen och ansamlingarna allt eftersom de spräcks. Det är möjligt att öppna och stänga delar av hålet för att kontrollera spräckningsvätskan som trycks ned i hålet. Genom att öka trycket på spräckningsvätskan tills den överskrider trycket för den omgivande bergarten skapas sprickor till gas- eller oljeansamlingen. Kontakten med spräckningsvätskan ger gasen eller oljan möjlighet att pumpas upp till ytan med en pump. Metoden återupprepas så länge det finns betydande ansamlingar kvar i området.

### Spräckningsvätskor
Under spräckningen är trycket på vätska och bergväggar högt. När spräckningsprocessen stoppas sjunker vätsketrycket och vätskan i sprickorna kan tvingas tillbaka av bergväggarna. När sprickorna stängs försvåras utvinningen av gas och olja. För att förhindra det tillsätts ett fast ämne, kallat proppmedel, till spräckningsvätskan. Proppmedlet består av sand eller keramiska material och utgör cirka 10 % av spräckningsvätskan. Sammansättningen av proppmedlet beror av det fossila bränsle som utvinns och bergartens egenskaper. Till exempel ska proppmedlet släppa igenom det fossila bränsle som utvinns och samtidigt kunna fylla ut sprickor. I spräckningsvätskan blandas även kemikalier in för att fylla olika funktioner. Exempelvis tillsätts polyakrylamid för att minska turbulensen hos spräckningsvätskan vilket minskar friktionen på vätskeflödet och gör att spräckningsvätskan flyter snabbare.

### Övervakning och utvärdering av sprickor
Då spräckningen sker under marken används metoder för att följa hur spräckningsprocessen utbreder sig. En metod är att mäta förändringar i spräckningsvätskans tryck och justera trycket som man vill ha det. Den här metoden bygger på att man vet hur spräckningsvätskan beter sig i marken.
Utifrån mätdata kan bredd, längd och ledningsförmåga för bildade sprickor beräknas.
Inblandning av radioaktiva spårare i spräckningsvätskan är en annan, något mer avancerad, övervakningsmetod för hålla reda på spräckningsprocessen.
Vid avveckling av hydraulisk spräckning finns risk för att miljön påverkas.

## Historik
Hydraulisk spräckning har i olika tekniker och former funnits sedan år 1865. Vid denna tid användes dynamit eller nitroglycerin till att utvinna mer olja och gas ur befintliga källor. Tekniken gick ut på att borra ett vertikalt hål, sänka ner sprängämnen, fylla hålet med vatten och sedan detonera laddningen. Det resulterade i att mer olja eller gas kunde flöda genom de uppspräckta väggarna i borrhålet och fångas upp för konsumtion.
Under slutet av 1930-talet förfinades tekniken. Dynamit och nitroglycerin byttes ut mot syra och petroleumprodukter i kombination med sand för att spräcka upp kalksten. Vid denna tidpunkt användes hydraulisk spräckning för att öppna upp omkringliggande mineral i nära anslutning till borrhålet, huvudmålet var att öka flödet av olja eller gas.
I mitten av 1970-talet lanserades det i USA statligt finansierade projekt för att öka utvinning av skiffergas. Genom att använda större mängd spräckningsvätska, högre tryck samt borra djupare och horisontellt, kunde större mängder gas frigöras. Detta öppnade upp möjligheter för utvinning av områden som tidigare betraktats som olönsamma. Idag (2015) satsar många länder på utvinning av skiffergas, bland annat Kina planerar att mångdubbla sin årsproduktion fram till år 2020.

## Miljöeffekter
Hydraulisk spräckning påverkar mark, vatten och luft. På uppdrag av EU-kommissionen tog AEA år 2012 fram en rapport med en omfattande analys av risker i samband med hydraulisk spräckning. Risker förknippade med utvinningen är bland annat sprickbildning till närliggande grundvattenmagasin, kemikalieläckage, läckage av metan samt buller från installation och utvinning. Sprickbildningen riskerar att leda till förorening av och tryckändring i grundvattnet. Nedan beskrivs mer ingående effekter av respektive område.

### Mark
Markanvändningen vid skiffergasutvinning varierar beroende på anläggningens storlek. Installation av en storskalig anläggning använder ungefär 3,6 hektar medan en mindre anläggning använder 1,9 hektar. Vid installation av hydraulisk spräckning påverkas omkringlevande djur och natur. Transportvägar och stängsel riskerar dela upp djurens naturliga habitat och utvinningen av fossila bränslen riskerar att minska vattentillgången för djur och växter.

### Vatten
Vid hydraulisk spräckning finns risk för förorening av grundvattnet. Åtgången av vatten vid spräckningen kan i sig påverka de lokala grundvattenmagasinen. Vid borrning och spräckning uppstår vibrationer som kan skapa sprickor till grundvattenmagasin. Spräckningsvätskan som lagras på marknivå intill borrhålet utgör en risk för läckage till natur och grundvattenbrunnar. Den mest förekommande orsaken till grundvattenförorening genom hydraulisk spräckning är läckage från det vertikala borrhålet.

### Luft
Utsläpp till luft innefattar bland annat dieselavgaser från pumpar och transportfordon samt läckage av utvunnen gas från anläggningen. Det fossila bränslet som utvinns och de kemikalier som tillsätts vattnet vid spräckningen riskerar att spridas från spräckningsvätskan till luften.

## Hälsoeffekter
En av de fossila bränslen som utvinns och som riskerar att läcka från utvinningen och spridas till luften är metan, som anses ha stora effekter på ozonlagret och indirekt på människan via bland annat växthuseffekten.
I en sammanställd rapport från 2013 gällande hydraulisk spräckning i USA framgår att den ökande utvinningen bidrog med en ökad risk för olyckor och exponering av skadliga ämnen i utvinningsområdet. I en rapport utfärdad av Public Health England uppges att potentiella hälsorisker från utsläpp associerade med hydraulisk spräckning är låga så länge spräckningen sköts ordentligt och det finns ett tydligt regelverk kring utvinningen.

## Hydraulisk spräckning i Sverige

### Förutsättningar/tillgångar

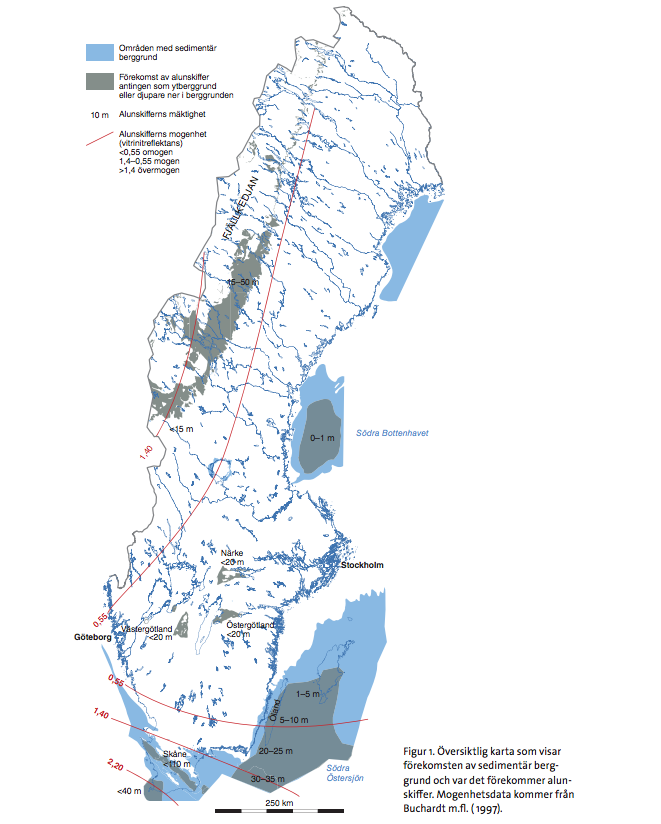
Översiktlig karta som visar förekomsten av sedimentär berggrund och var det förekommer alunskiffer.

Innan provborrning efter skiffergas eller biogen gas kan påbörjas i Sverige krävs tillstånd från Bergstaten. Bergstaten tar hänsyn till minerallagen, miljöbalken och samarbetar med aktuell länsstyrelse för att få lokal kännedom om den plats som provborrningen avser. Krav ställs också på aktören gällande ekonomi och tekniskt kunnande. I Sverige har provborrningar genomförts i olika omgångar från 1950-talet och framåt. I norra delarna av Sverige samt fjällkedjan har provborrning efter uran genomförts och i Skåne ha provborrning efter olja ägt rum. Provborrningarna i Skåne visar att det finns alunskiffer som har potential att innehålla gas. Dock är förutsättningarna inte gynnsamma för brytning. De främsta anledningarna till att skiffern inte lämpar sig för brytning i Sverige är att skiffern inte ligger tillräckligt djupt ner i marken eller har ett otillräckligt tätskikt ovanför skifferlaget, vilket ökar risken för förorening av grundvattnet vid borrning. Detta, i kombination med att en stor del av den gas som funnits bundet i skiffern försvunnit under skifferns geologiska utveckling, leder till att det inte är ekonomiskt lönsamt att bryta skiffergas i Sverige. Genom att analysera borrkärnor från genomförda provborrningar i övriga delar av Sverige skulle kunskapen om alunskifferns förekomst stärkas.

### Politik
Utvinning av skiffergas genom hydraulisk spräckning är kraftigt debatterad i Sverige samt EU. I en motion från 2013 vill Miljöpartiet att brytning genom hydraulisk spräckning ska förbjudas. Denna motion röstades dock ner (endast Vänsterpartiet gav sitt stöd) med motiveringen att det är för tidigt att fatta ett sådant beslut, mer information krävs. Inget politiskt parti är idag för utvinning av svensk skiffergas, samtliga partier (utom Miljöpartiet och Vänsterpartiet) avvaktar vad EU kommer fram till i frågan. EU tog 2015 ett steg närmare moratorium mot att bryta skiffergas, vilket gäller tills brytning av skiffergas genom hydraulisk spräckning är bevisat ofarligt. Frankrike har redan idag ett totalförbud mot att bryta skiffergas genom hydraulisk spräckning. Men alla är inte lika negativt inställda till brytning av skiffergas, på andra sidan skalan finns delstaten Texas, USA, som nyligen stiftade en lag som förbjuder förbud mot hydraulisk spräckning.